# 安部友恵
安部 友恵（あべ ともえ、1971年8月13日 - ）は、大分県杵築市（旧速見郡山香町）出身の日本の女子陸上競技・マラソン選手。
2021年現在、100 kmウルトラマラソンの女子世界記録保持者。旭化成所属。身長149cm。
2006年に結婚、現姓・河野（かわの）、2児の母。

## 略歴
1989年8月、大分東明高校3年在学中、高校総体3000mで3位入賞。この年、第1回全国高校女子駅伝が始まり、エース区間の第1区6kmを走り、トップの堤文子（埼玉栄2年）から12秒差の20:27の区間7位だった。同区間を走ったその他のランナーには寺崎史記（筑紫女学園3年）、小幡佳代子（秦野3年）、盛山玲世（由良育英2年）、山口衛里（西脇工業2年）などがいた。1990年3月、同校を卒業と同時に旭化成陸上部入部。
1993年1月31日、初マラソンとなった大阪国際女子マラソンで2位、2時間26分27秒（優勝した浅利純子とは1秒差）。この時浅利との優勝争いのデッドヒートを繰り広げていたが、ゴール寸前で安部の前を走っていた関西テレビの移動中継車に釣られて、安部は長居陸上競技場（注・現在の建物ではない）への進入路を間違えて直進してしまう（浅利は当時過去2回大阪国際を走った経験も有り、すぐさま陸上競技場の方向へ走り先頭に立つ）。結果的にこの距離と時間のロスが致命傷となり、惜しくも優勝を逃した。ゴール後のインタビューで安部は「ああやっぱり、自分は『マヌケ』だなと思いました」と苦笑いを浮かべながら発言し、一躍人気者となった。
同1993年8月15日、シュトゥットガルト世界陸上女子マラソン3位入賞、銅メダルを獲得、タイムは2時間31分01秒。優勝は浅利純子で金メダルを獲得。松野明美は11位。33Km付近で集団から抜け出た2位のマヌエラ・マシャドと、その後の浅利のスパートにはついていけなかったものの、安部は3位の位置をキープしてゴールした。陸上競技の世界大会（五輪も含む）で、1種目で二人の日本女子選手がメダルを獲得するのは、史上初の快挙だった。
1994年1月30日、大阪国際女子マラソンで、当時の日本女子最高記録となる2時間26分09秒のタイムで初優勝。2位の藤村信子と同タイム、3位の浅利純子とは1秒差だった。レースは、長居第2陸上競技場へ3人がほぼ同時に入ったが、残り100mを過ぎてから安部がラストスパートで2人を引き離す。また、この優勝が旭化成陸上部女子のマラソン初制覇でもあった。同1994年10月2日、広島アジア競技大会女子マラソンの代表に選出されたが、足の故障によりレース前日に欠場を表明（藤村信子が3位で銅メダルを獲得）。
1996年1月28日、大阪国際女子マラソン5位。2時間28分00秒（アトランタオリンピックの選考レース）。前年1995年の大阪国際が阪神・淡路大震災による影響で開催中止となり、2年前のディフェンディングチャンピオンとして出場。しかし、スタート直後に安部は転倒してしまうアクシデントに見舞われ、脇腹を強打し打撲傷を負う。その後5Km手前で先頭集団に追いついたが、35Km過ぎで脱落し優勝を逃す。アトランタ五輪へは補欠代表にとどまった。
- 1996年8月25日 - 北海道マラソン優勝、2時間31分21秒。
- 1997年8月9日 - アテネ世界陸上女子マラソン29位。2時間45分19秒（本人曰く「風邪を引いてしまい調整に失敗、後は気持ちで走るだけだった」。優勝は鈴木博美で金メダル獲得、4位入賞は飛瀬貴子）。団体戦では日本女子が金メダルを獲得。
- 1998年8月30日 - 北海道マラソン2位、2時間31分12秒。
- 1999年1月31日 - 大阪国際女子マラソン6位、2時間27分05秒（セビリア世界陸上へは補欠代表に）。
- 1999年8月29日 - 北海道マラソン2位、2時間33分45秒。
- 2000年1月30日 - 大阪国際女子マラソン6位、2時間28分01秒（シドニーオリンピックの選考レース。5Km地点を過ぎた後に安部は早々先頭集団から脱落、殆ど優勝争いに加われなかったが、大阪城公園内の28Km付近で有森裕子を抜き去るなど見せ場は作った）。
- 2000年2月20日 - 泉州国際市民マラソン優勝、2時間29分09秒（大阪からわずか3週間の間隔でフルマラソンに出走）。
- 2000年6月25日 - サロマ湖100キロウルトラマラソン優勝、6時間33分11秒（100kmマラソンの世界女子最高記録を達成）。
- 2000年8月27日 - 北海道マラソン3位、2時間35分21秒。
- 2001年3月11日 - 名古屋国際女子マラソン5位、2時間27分02秒（25Km過ぎで転倒するも終盤まで優勝争いに加わった）。
- 2001年11月18日 - 東京国際女子マラソン12位、2時間34分17秒。
- 2002年1月27日 - 大阪国際女子マラソン5位。2時間29分16秒。

2002年3月10日、名古屋国際女子マラソン6位、2時間31分11秒。東京→大阪→名古屋と3大会の女子マソンを続けて出走。名古屋のレース後、旭化成陸上部を退部。
同2002年11月17日、東京国際女子マラソン6位、2時間31分11秒。現在は旭化成延岡支社で通常勤務の傍ら、各地で開催される市民マラソン大会のゲストランナーとして活動している。2008年2月17日、東京マラソン2008にゲストランナーで出走し13位、2時間56分35秒。

## 自己ベスト
- フルマラソン 2時間26分09秒
- 100kmウルトラマラソン 6時間33分11秒（世界記録）